# Околина (математика)
У топологији и сродним математичким областима, околина је један од основних појмова у тополошком простору. Интуитивно говорећи, околина тачке је скуп који садржи тачку у коме можемо да се померамо мало, а да не напустимо скуп.
Овај концепт је блиско повезан са концептима отворног скупа и унутрашњости.

## Дефиниција
Нека је X тополошки простор, а p је тачка у X, околина тачке p је скуп , који садржи отворен скуп  који садржи p,
{\displaystyle p\in U\subseteq V.}
Ваља имати у виду да околина V не мора и сама да буде отворен скуп. Ако је V отворен, онда се ради о отвореној околини. Неки аутори захтевају да околине буду отворене, па је важно да се води рачуна о конвенцијама које се користе.
Ако је S подксуп од X, околина од S је скуп , који садржи отворен скуп  који садржи S. Следи да је скуп V околина скупа S, ако и само ако је околина свих тачака у S.

## У метричком простору
У метричком простору M = (X, d), скуп V је околина тачке p ако постоји отворена кугла са центром p и полупречником r,
{\displaystyle B_{r}(p)=B(p;r)=\{x\in X\mid d(x,p)<r\}}
која се садржи у V.
V се назива униформном околином скупа S ако постоји позитиван број r такав да за све елементе p из S,
{\displaystyle B_{r}(p)=\{x\in X\mid d(x,p)<r\}}
се налази у V.
За , r-околина {\displaystyle S_{r}} скупа S је скуп свих тачака у X које су на раздаљини мањој од r од S (или еквивалентно, {\displaystyle S_{r}} је унија свих отворених кугли полупречника r са центром у тачки S).
Директна последица је да је r-околина униформна околина, и да је скуп униформна околина ако и само ако садржи r-околину за неку вредност r.

## Примери
Ако је дат скуп реалних бројева, R са уобичајеном еуклидском метриком и подскуп V дефинисан као
{\displaystyle V:=\bigcup _{n\in \mathbb {N} }B\left(n\,;\,{\frac {1}{n}}\right),}
тада је V околина за скуп N, природних бројева, али није униформна околина овог скупа.